# Infoètica
La infoètica o l'ètica de la informació és el camp que investiga assumptes ètics que sorgeixen del desenvolupament i l'aplicació de les tecnologies informàtiques. Aquest camp dona un marc crític per considerar els assumptes morals sobre la privadesa informacional, l'agència moral (per exemple, si els agents artificials poden ser morals), nous assumptes mediambientals (com els agents haurien de comportar-se respecte la infoesfera) i problemes que sorgeixen del cicle vital de la informació (especialment la propietat i del copyright, la bretxa digital). La infoètica es relaciona amb els camps de l'ètica informàtica i la filosofia de la informació.
Segons Moore (2005), l'ètica informàtica es defineix com una disciplina que identifica i analitza l'impacte social i la naturalesa de les tecnologies de la informació i la comunicació sobre els valors humans i socials. Els valors sobre els quals s'estudia l'impacte són la salut, la riquesa, el treball, la llibertat, la privadesa, la seguretat o l'autorealització personal, la democràcia i el coneixement, entre d'altres. A més, involucra la formulació i la justificació de polítiques per dirigir les nostres accions i fer un ús ètic d'aquestes tecnologies.
Els dilemes respecte la vida d'informació són cada vegada més importants en una societat que es defineix com "la societat d'informació". La transmissió i l'alfabetització digital són assumptes essencials per establir una fundació ètica, que promogui les pràctiques justes, equitatives i responsables. En termes generals, la infoètica examina els assumptes relacionats amb la propietat, l'accés, la privadesa, la seguretat i la comunitat.
La informàtica afecta els drets fonamentals que involucren la protecció de copyright, la llibertat intel·lectual, la comptabilitat i la seguretat.
Existeixen codis professionals que ofereixen una base per prendre decisions ètiques i aplicar solucions a situacions que necessiten la provisió i l'ús d'informació que reflecteixen la dedicació d'una organització al servei informàtic responsable. L'evolució dels formats i necessitats informàtiques requereixen reconsideració contínua dels principis ètics i l'aplicació d'aquests codis. Les consideracions respecte la infoètica influencien "les decisions personals, la pràctica professional i la política pública". Per tant, l'anàlisi ètica ha de proveir una base per prendre en consideració "molts i diversos dominis" pel que fa a la distribució de la informació.

## Història
El camp de la infoètica té una història relativament curta però tot i així progressiva, ja que ha estat reconeguda als Estats Units farà ja uns vint anys. Els orígens del camp es troben en la bibliotecologia, encara que actualment s'ha expandit fins a arribar a consideracions de problemes ètics en altres àmbits que inclouen les ciències de la computació, l'internet, la premsa, el periodisme, sistemes de maneig d'informació i els negocis.
L'evidència del treball acadèmic en aquest tema pot remuntar-se als anys vuitanta, quan un article escrit per Barbara J. Kostrewski i Charles Oppenheim i publicat en el Journal of Information Science, discutia problemes relacionats amb el camp incloent confidencialitat, biaixos d'informació i control de qualitat. Un altre investigador, Robert Hauptman, també ha escrit extensivament sobre infoètica en el camp de la bibliotecologia i va fundar el Journal of Information Ethics en 1992.

### Discussió actual
Dins dels temes amb més controvèrsia avui dia en el camp de la infoètica els més destacats actualment són:
- Bretxa digital: Es pregunta si l'existència d'aquesta bretxa correspon només a una qüestió merament tècnica.
- Capacitació i mitjans: Es busca considerar la capacitació com alguna cosa essencial per a la superació de la bretxa digital.
- Continguts i exemples: Es debat sobre quan els continguts d'internet són bons continguts, quan aporten un valor agregat i en quins casos aquests continguts són exemples a imitar.
- Coneixements i propietat: Es pregunta en relació de qui posseeix la propietat de la informació que es troba en internet i sobre els perills de la comercialització d'aquesta informació.
- Multiculturalisme: Es pregunta sobre si internet representa a la diversitat de cultures que existeixen o si hi ha una cultura dominant sobre les altres.
- Participació i regles de joc: Discussió sobretot sobre el govern digital i la democràcia digital. I de les regles del joc que ho regulessin.
- Pirates i terroristes: Debat sobre quin és el perill real del terrorisme informàtic i sobre la criminalització d'això últim.
- Protecció de dades personals: Debat sobre temes sobre com es poden protegir els drets individuals en internet, quant temps i que tipus de dades haurien d'emmagatzemar els Proveïdors de serveis d'Internet i si aquesta protecció d'aquests es contraposa amb les amenaces virtuals.
- Nacions Unides i societat de la informació: Debat sobre com poden les Nacions Unides donar suport a la societat de coneixement.

Per Issa Lluna Pla els debats que es presenten en la infoètica són singulars a causa de les característiques del mitjà en què es produeixen i, per tant, la complexitat dels mateixos radicaria fonamentalment en què:
- Les facilitats tecnològiques del mitjà tendeixen a ser usades en contra dels drets de les persones.
- Que no existeixen penes de presó per a les noves formes de crims que es produeixen en internet.
- I en què en el mitjà es fa molt difícil trobar al responsable.

## Característiques morals de les Tecnologies d'informació
Atès que aquests dos valors són impossibles de reconciliar, probablement continuaran al centre dels debats d'infoètica en un futur.

### El caràcter fonamental de les Tecnologies d'informació
Al principi de la revolució de les tecnologies d'informació, Richard Mason va suggerir que els canvis que vindrien en aquesta matèria anaven a requerir repensar el contracte social. Però el ràpid canvi en aquestes tecnologies requereix en veritat una revisió constant del mateix. Aquests canvis fan molt difícil llistar i catalogar a cadascuna d'elles i els seus impactes morals respectius. El fet que aquests siguin tan ràpids i momentanis ha causat que alguns argumentin que és necessari que es qüestioni profundament l'ètica del procés de desenvolupar tecnologies emergents. També s'ha argumentat que la sempre canviant naturalesa de les tecnologies d'informació està canviant l'habilitat per entendre completament els valors morals del seu canvi. Però fins i tot donada aquesta rapidesa del seu canvi, les tecnologies d'informació o les seves aplicacions poden ser totes categoritzades en almenys 3 tipus diferents.

#### 1. Valors morals en la documentació d'informació
Vivim en un món molt ric en dades i tecnologia per tal de documentar i emmagatzemar les dades que han crescut ràpidament. La principal preocupació moral és l'hora de la recol·lecta, emmagatzematge i/o accés a informació per a que sigui fet d'una manera on qualsevol pugui observar que es fa de manera justa i igualitària per a totes les parts involucrades. Com ja se sap, en l'actualitat cadascuna de les persones produeix una gran quantitat d'informació cada dia que pot ser documentada i emmagatzemada com a dades útils, a les quals es podrà accedir de manera posterior quan sigui necessari. Però els problemes morals sorgeixen quan aquesta col·lecció, emmagatzematge i ús de la nostra informació és produïda per terceres parts, sense coneixement ni consentiment de la persona de la qual aquesta informació parla. D'acord amb alguns professionals, les tecnologies d'informació han eliminat completament l'esfera de la privadesa. On antigament barreres físiques i inconvenients allunyaven als més tenaços d'obtenir informació privada, la tecnologia l'ha fet disponible al clic d'un botó o per una mica de diners.

#### 2. Valors morals en la comunicació i accés a la informació
La tecnologia d'informació ha forçat a repensar una noció de privadesa simple en teories més complexes que reconeixen tant els beneficis com els riscos de comunicació en totes les formes d'informació. Els principals valors morals de preocupació són la privadesa, la propietat, la confiança i la veracitat de la informació que està sent comunicada. A qui se li permet vendre historials mèdics, historials financers, llista d'amics i historials de navegador? Si les persones no tenen control sobre aquests processos sobre la seva informació, llavors com poden exigir el seu dret a la privadesa? Per exemple, Alan Westin va argumentar en les primeres dècades de les tecnologies d'informació digitals que el control d'accés a la informació d'un era la clau per mantenir la privadesa.
La seguretat de la informació també és un valor moral important que impacta a la comunicació i accés de la informació de l'usuari. Si se li atorga control de la informació personal a terceres parts en intercanvi als serveis que elles proveeixen, llavors aquestes entitats han de ser també responsables de restringir l'accés de la mateixa als qui pretenguin usar-la per danyar a l'usuari. Amb la informació suficient, la identitat completa d'una persona pot ser robada i usada per facilitar frau i robatori. Les víctimes de tals crims poden tenir les seves vides arruïnades mentre intenten reconstruir la seva credibilitat financera i comptes bancaris. Això ha portat a dissenys de sistemes de computadores que són més difícils d'accedir o el naixement d'una nova indústria dedicada a protegir sistemes computacionals.
La dificultat a obtenir una seguretat digital completa es deu al fet que la seguretat és contrària als valors morals de compartir i obertura que van guiar molts dels pioners a les tecnologies d'informació. Així sembla que la tecnologia d'informació té una forta dissonància entre els valors de seguretat i obertura i que es basa en la dissonància que es troba en els que dissenyen aquestes tecnologies.

#### 3. Valors morals a organitzar i sintetitzar la informació
En addició a emmagatzemar i comunicar informació, moltes tecnologies d'informació automatitzen l'organització de la informació així com també la sintetitzen o la creen de manera mecànica. Les màquines fan decisions que tenen impacte moral. I cada vegada més les màquines fan decisions financeres fonamentals en la vida sobre la gent sense molta supervisió d'agents humans. L'atorgament o no d'una targeta de crèdit, el valor d'una hipoteca, el preu que s'ha de pagar per un segur, etc., són moltes vegades determinats per una màquina. La màquina pot aprendre també a prendre millors decisions donats els resultats de les primeres que pren. Aquest procés d'aprenentatge i predicció està basat en la matemàtica i la lògica complexa, aquesta complexitat pot comportar resultats de prediccions errades. També poden malinterpretar les dades dels amics o coneguts d'algú, les seves compres recents i altres dades socials, acabant en una classificació errada d'algú com un terrorista, alterant la vida de la persona de manera negativa. Tot depèn del disseny d'aprenentatge i el disseny de predicció, els quals sovint són mantinguts en secret.

### La paradoxa moral de les Tecnologies d'informació
En gran part dels problemes expressats anteriorment hi ha qui creu que s'expliquen per la paradoxa moral de les Tecnologies d'informació. I és que segons aquesta teoria les persones volen obtenir la major quantitat d'informació possible, que sigui de preferència molt fàcil d'utilitzar i que el preu de la mateixa sigui molt baix. Però al mateix temps volen que aquesta informació els sigui confiable, segura i estable. Maximitzar la velocitat i sota preu de la informació disminueix la capacitat de lliurar-la de manera segura i confiable i viceversa.

## Intents de guiar la Infoètica
Entre les discussions que es donen dins del marc de la Infoètica, diverses organitzacions han intentat proposar solucions a través de "catàlegs de valors" que puguin servir com a orientació pel que fa al marc jurídic i ètic d'un ordre de la informació.

### Carta dels drets civils per a una societat del coneixement sostenible
Un d'aquests esforços més destacats i citats correspon a la Carta dels drets civils per a una societat del coneixement sostenible.
Dins d'aquesta carta generada per la societat civil de Berlín en conjunt de la fundació Heinrich Böll destaquen els següents drets i valors ètics:
1. El coneixement és herència i propietat de la humanitat i per això és lliure.
2. L'accés al coneixement haver de ser lliure.
3. Reduir la divisió digital ha de ser reconegut com un objectiu polític d'alta prioritat.
4. Totes les persones tenen dret a l'accés il·limitat als documents d'ens públics i d'ens controlats públicament.
5. Els drets dels treballadors han de garantir-se i ampliar-se també al món laboral articulat electrònicament.
6. La diversitat cultural és un prerrequisito per al desenvolupament individual i social sostenible.
7. La diversitat dels mitjans de comunicació i la disponibilitat d'informació de fonts independents són essencials per al manteniment d'un públic informat.
8. Els estàndards tècnics oberts i les formes obertes de la producció tècnica i de programari garanteixen el lliure desenvolupament d'infraestructures i, per això, formes de comunicació autodeterminadas i lliures
9. El dret a la privadesa és un dret humà i és essencial per al desenvolupament humà lliure i autodeterminado en la societat del coneixement.